# Pinakoteka Castello Sforzesco
Pinakoteka Castello Sforzesco (wł. Pinacoteca del Castello Sforzesco) – muzeum przy w zamku Castello Sforzesco w Mediolanie we Włoszech, otwarte dla publiczności w 1878 r., posiadające kolekcję włoskiego malarstwa XIV-XVIII wieku, m.in. dzieła Canaletta, Andrea Mantegna, Giovanni Bellini, Vincenzo Foppa, Bernardo Luini, Filippo Lippi, Antonello da Messina i Tiziano (Tycjana).

## Historia
Na początku 1863 roku władze miejskie Mediolanu otrzymały prywatną kolekcję sztuki, będącą zaczątkiem dzisiejszych zbiorów. Ten dobroczynny gest spowodował inicjatywę miejską powołania do życia muzeum publicznego. Pierwsze muzeum publiczne, noszące nazwę Museo all’Arte e all’Industria, zostało otwarte w roku 1878. Wkrótce władze miejskie Mediolanu, chcąc zapewnić znaczące miejsce dla zbiorów publicznych, zadecydowały o ulokowaniu ich w Castello Sforzesco. Rekonstrukcja zamku i prace przystosowujące go dla potrzeb wystawienniczych prowadzone były pod kierunkiem architekta Luki Beltramiego. Nowe muzeum pod nazwą „Il Museo Artistico e Archeologico” zostało otwarte dla zwiedzających w roku 1900. Począwszy od tej pory Zamek Sforzów (Castello Sforzesco) jest siedzibą muzeów. Pinakoteka jest zlokalizowana obecnie na I piętrze w skrzydle północnym.

## Zbiory
Zbiory gromadzą w zasadzie kolekcję włoskiego malarstwa począwszy od XIV wieku aż po wiek XVIII. W zbiorach znajdują się prace:
- Andrea Mantegna: Disposizione dalla Croce (Zdjęcie z krzyża),
- Vincenzo Foppa, Madonna del libro, Martirio di San Sebastiano (Męczeństwo Świętego Sebastiana),
- Marco d’Oggiono Vergine delle Rocce,
- Bernardo Luiniego: Madonna col Bambino,
- Filippo Lippiego
- Antonello da Messina.
- Bernardo Belliniego: Ritratto di poeta, Rittrato di giovinetto,
- Antonio da Pordenone,
- Giovanni Cariani,
- Bernardino Lincio,
- Giovani Battista Moroni,
- Giacomo Ceruti: Filiatrice e contadino con gerla
- Francesco Londonio: Autoritratto
- Alessandro Magnasco: Verziere
- Canaletta: Il molo verso la Zecca, Il Molo verso la Riva degli Schiavoni
- Bernardo Bellotto: Il palazzo dei Giureconsulti e il Borletto Nuovo,
- i innych